# Клён белокорый
Клён белокорый (лат. Acer leucoderme) — вид деревьев рода Клён (Acer) семейства Сапиндовые (Sapindaceae).

## Ареал и условия произрастания
Естественно произрастает на юго-востоке США от Северной Каролины на севере до северо-западной Флориды и восточного Техаса на юге. Растёт в подлеске на влажных каменистых почвах по берегам рек, в ложбинах, в лесах и на скалах. Хотя это дерево довольно редко, оно довольно обычно на прибрежной равнине и в регионе Пайдмонт в штате Джорджия.

## Описание
Маленькое дерево, достигающее 8-9 м в высоту, с округлой кроной и тонкими ветвями, часто имеет несколько стволов. Английское название англ. Chalk Maple (в переводе меловой клён), как и латинский видовой эпитет лат. leucoderme (белокожий) и русское название указывают на привлекательную ровную и тонкую белую как мел или сероватую кору взрослых деревьев. С возрастом у основания дерева кора покрывается бороздами и чернеет.
Листья противостоящие и простые, длиной и шириной 5-9 см, часто поникшие на концах. Имеют 5 или 3 лопасти с вытянутыми концами и волнистыми или грубо зазубренными краями. Сверху тёмно-зелёные и голые, снизу жёлто-зелёные и слегка опушённые. Осенью листья принимают окраску от ярко-жёлтой до оранжевой и тёмно-красной.
Плод — парная крылатка, отдельное крылышко с орешком 2-2,5 см в длину. Плоды созревают осенью.

## Систематика
Этот вид клёна часто путают с Acer floridanum (флоридский клён), однако между ними есть существенные различия. Клён белокорый меньше по размеру, но имеет более крупные листья, чем флоридский клён. Листья белокорого клёна снизу жёлто-зелёные, в то время как у флоридского клёна нижняя сторона листьев беловатая. Лопасти листьев флоридского клёна более квадратные и затупленные, чем у белокорого.
Некоторые ботаники классифицируют A. leucoderme как подвид Клёна сахарного: A. saccharum subsp. leucoderme.

## Использование
Клён белокорый может выращиваться для тени или в целях мелиорации значительно севернее своего естественного ареала, вплоть до зоны морозостойкости 5a. Это дерево крайне тене- и засухоустойчиво.